# Том Елісон
Том Елісон (англ. Thom Allison) — канадський актор. Більш відомий своєю роллю Пріма Дез (Прі), у телесеріалі «Кіллджойс», за яку отримав номінацію на премію "Canadian Screen Award " за найкращого актора драматичного серіалу.

## Життєпис
Том Елісон народився і виріс у Вінніпезі, штат Манітоба, батько був вихідцем з так званих Темних нових шотландців а матір Меноніт.
Елісон переважно знімався у другорядних ролях доки йому не запропонували роль Робіна Тернера у театральній адаптації фільму «Несамовитий», за яку він отримав номінацію на премію Дори Мавор Мур за чудове виконання головної ролі у мюзиклу в 2001 році. Елісон також часто виступав у постановках на театральних фестивалях, таких як «Шоу» та «Стратфордському шекспірівському театральному фестивалі», у гастрольних постановках «Rent» та «Priscilla, Queen of the Desert».
У 2019 році Еллісон та Міка Барнс співпрацювали над театральною виставою «Knishes 'n Grits», у якому вони досліджували зв'язки між єврейською та афро-американською музикою.

## Особисте життя
Том Елісон є відкритим геєм.